# Juan Bravo Murillo
Pour les articles homonymes, voir Bravo et Murillo.
Juan Bravo Murillo, né le 24 juin 1803 à Fregenal de la Sierra et mort le 11 février 1873 à Madrid, est un homme d'État, juriste et économiste espagnol, président du conseil des ministres durant le règne d'Isabelle II.

## Biographie

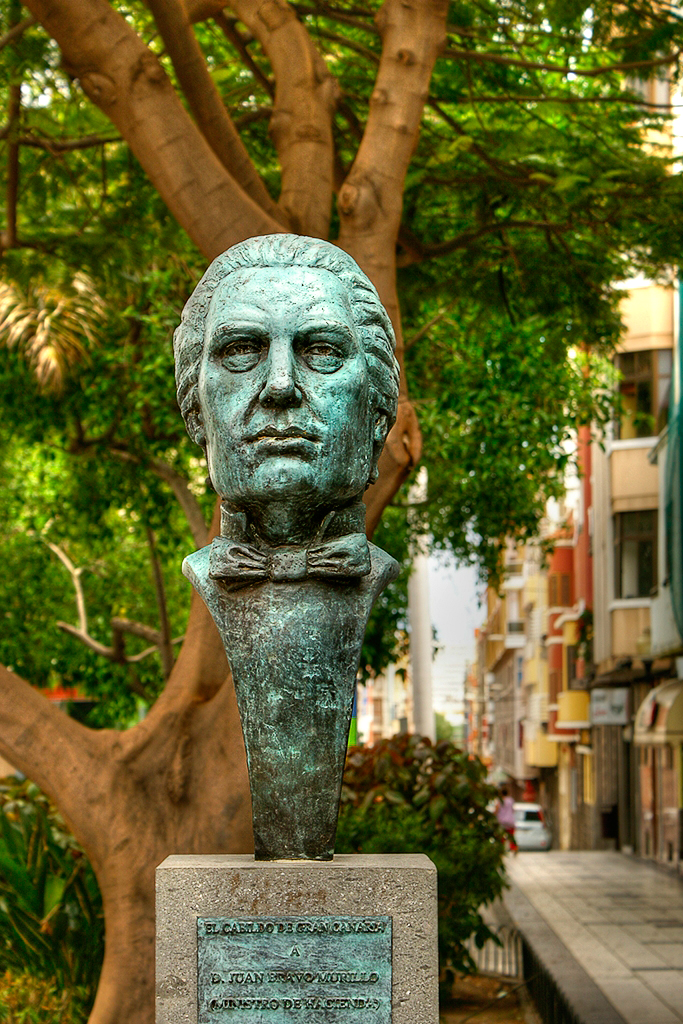
Buste de Bravo Murillo à Las Palmas de Gran Canaria

Il étudie le droit à l'université de Salamanque et à l'université de Séville, d'où il sort diplômé en 1825. Après la mort de Ferdinand VII il est nommé procureur de l'audience provinciale de Cadix. Il est élu député en 1837 et en 1840 dans les rangs du parti modéré. Jusqu'alors son activité politique reste encore limitée car ses idées réactionnaires sont contraires à l'esprit libéral du général Espartero, régent durant la minorité d'Isabelle II.
En 1847, durant la décennie modérée, il est nommé ministre de la Grâce et de la Justice par Carlos Martínez de Irujo. Il s'unit à Ramón María Narváez, qui lui confiera plus tard le ministère du Budget. Il assume dès lors différents ministères, jusqu'à ce qu'en 1850 il soit nommé président du conseil des ministres, un poste qu'il occupera de nouveau de 1851 à 1852. Les événements du Printemps des peuples l'amènent à rédiger en 1851 un projet de constitution à tendance absolutiste pour en finir avec le caractère trop libéral à son goût de la constitution de 1845. Cependant le projet est rejeté et l'avènement du Biennat progressiste l'oblige à  abandonner définitivement la politique, à l'exception d'une présidence du congrès des députés en 1858.
Parmi ses apports politiques, hormis le projet constitutionnel évoqué plus haut, on peut souligner le début des travaux du canal d'Isabelle II, l'introduction du système métrique décimal en 1849, la signature du concordat de 1851 avec le Saint-Siège et la promulgation d'une série de mesures économiques connues sous le nom de Ley de Puertos Francos de Canarias, qui visait à aider le développement de l'archipel des Canaries, notamment en instaurant un libre échange.